# Катажина Невядома
Катажина Невядома (пол. Katarzyna Niewiadoma, 29 вересня 1994, Ліманова, Польща) — польська шосейна велогонщиця, чемпіонка Європи 2015 року серед молоді, переможниця жіночого Тур де Франс 2024.

## Кар'єра
Спортивну кар'єру розпочала в краківському «Кракусі». У 2012 році виборола срібну медаль чемпіонату Польщі в індивідуальному заїзді серед юніорів та золоту медаль серед юніорок на гірському чемпіонаті Польщі. Стала чемпіонкою Європи в гонці з масовим стартом серед молоді у 2015 та 2016 роках, віце-чемпіонкою Європи серед еліти у 2016 році, бронзовою призеркою чемпіонату світу в командній гонці 2015 року та індивідуальних заїздах на швидкість 2021 року. Срібний призер Європейських ігор 2015 в Баку.
Учасниця олімпійських ігор 2016, 2020 та 2024 років. На іграх 2916 року в Ріо-де-Жанейро посіла 6 місце у заїздах із загальним стартом та 18 місце в індивідуальних перегонах, в Токіо у 2020 році зайняла 14 місце у змаганнях із загальним стартом. На олімпіаді—2024 в Парижі посіла 14 місце, зазнавши аварії під час заїзду. У 2024 році виграла жіночий Тур де Франс.